# Volta a Llombardia 1983
La Volta a Llombardia 1983 fou la 77a edició de la clàssica ciclista Volta a Llombardia. La cursa es va disputar el diumenge 15 d'octubre de 1983, sobre un recorregut de 253 km. El vencedor final fou l'irlandès Sean Kelly, per davant de Greg LeMond i Adrie van der Poel.

## Classificació general
|    | Ciclista           | Equip                            | Temps     |
| -- | ------------------ | -------------------------------- | --------- |
| 1  | Sean Kelly         | Sem-France Loire                 | 6h 27' 36 |
| 2  | Greg LeMond        | Renault-Elf                      | m. t.     |
| 3  | Adrie van der Poel | Jacky Aernoudt-Rossin-Campagnolo | m. t.     |
| 4  | Hennie Kuiper      | Jacky Aernoudt-Rossin-Campagnolo | m. t.     |
| 5  | Francesco Moser    | Gis-Campagnolo                   | m. t.     |
| 6  | Gilbert Glaus      | Cilo-Aufina                      | m. t.     |
| 7  | Antonio Ferretti   | Cilo-Aufina                      | m. t.     |
| 8  | Phil Anderson      | Peugeot-Shell-Michelin           | m. t.     |
| 9  | Silvano Contini    | Bianchi-Piaggio                  | m. t.     |
| 10 | Alfredo Chinetti   | Inoxpran-Lumenflon               | m. t.     |